# لشکر ۲۵ پیاده (کره جنوبی)
لشکر ۲۵ پیاده کره جنوبی (کره‌ای: 제۲۵보병사단) لشکر پیاده‌نظام نیروی زمینی جمهوری کره است، که در سال ۱۹۵۳ تأسیس شد. ستاد فرماندهی و پادگان لشکر ۲۵ پیاده در شهر یانگجو قرار دارد.
لشکر ۲۵ پیاده یک تشکیلات نظامی ارتش جمهوری کره است و یکی از ۳ لشکر پیاده‌نظام است که در اواخر جنگ کره تأسیس شد. یکی از گروه‌های شناسایی از لشکر بیست و پنجم پیاده نظام، اولین تونل نفوذی ساخت کره شمالی را در ۱۵ نوامبر ۱۹۷۴ پیدا کرد.